# جمهوری دموکراتیک
جمهوری دموکراتیک (به انگلیسی: democratic republic) نوعی حکومت است که بر اساس اصولی که از جمهوری و دموکراسی اتخاذ شده عمل می‌کند. جمهوری‌های دموکراتیک به جای تلاقی بین دو سیستم کاملاً جداگانه، ممکن است براساس اصول مشترک جمهوری‌ها و دموکراسی‌ها عمل کنند.
تعاریف معمول اصطلاحات دموکراسی و جمهوری غالباً دارای نگرانی‌های همپوشانی هستند، حاکی از این است که بسیاری از دموکراسی‌ها به عنوان جمهوری عمل می‌کنند و بسیاری از جمهوری‌ها بر اساس اصول دموکراتیک عمل می‌کنند، همان‌طور که توسط این تعاریف از فرهنگ انگلیسی آکسفورد نشان داده شده‌است:
- جمهوری: «کشوری که در آن قدرت عالی توسط مردم و نمایندگان منتخب آنها در دست مردم است …»[۱]
- دموکراسی: «یک سیستم حکومتی توسط کل مردم یا همه اعضای واجد شرایط یک کشور، معمولاً از طریق نمایندگان منتخب.»[۲]

یوجین ولوخ از دانشکده حقوق UCLA خاطرنشان می‌کند که ایالات متحده نمونه ای از ماهیت متنوع جمهوری مشروطه است - کشوری که برخی از تصمیمات (اغلب محلی) را فرایندهای مستقیم دموکراتیک می‌گیرند، در حالی که برخی دیگر (اغلب فدرال) توسط نمایندگان منتخب دموکراتیک انجام می‌شود. مانند بسیاری از سیستم‌های بزرگ، حاکمیت ایالات متحده با هر اصطلاح ناقص توصیف می‌شود. همچنین از این مفهوم استفاده می‌شود، به عنوان مثال، دموکراسی مشروطه که در آن یک سیستم دادگاه درگیر مسائل دانش نظری حقوق است.
یکی خصوصیات و معیار های جالبی رو که می تونه برای دیگر شهروندن به وجود بیاره می تونه یکی از انها پایداری افراد برای پیشرفت های همچون اجتماعی،سیاسی، و... باشد. اما بستگی به شهروندانی دارن که در چه حوضه ای و در چه رویکردی انتقاد می کنند ، تا ان سیاست مدار بر این موضوع بهتر تصمیم عاقلانه تر بگیرد که می تواند یکی از اهداف و اصلاح در یک سرزمین و خاک اشاره کند مهم و بعید نیست که سیاست مدار های چه بالا و چه در سطح فردی بر این مورد اصلاح شود.

## تاریخ
در آمریکا، این مفهوم که جمهوری نوعی دموکراسی است، از زمان تأسیس رایج بود و مفاهیم مرتبط با دموکراسی نمایندگی (و از این رو با جمهوری دموکراتیک) توسط جان آدامز پیشنهاد شده‌است (نوشتن در 1784):
هیچ تصمیمی انجام نمی‌شود، درست است، در یک دموکراسی نمایندگی ساده، اما با رضایت اکثریت یا نمایندگان آنها.
از نظر تاریخی، برخی از ناسازگاری‌ها در مورد این اصطلاح مکرر است. جمهوری چین (تایوان) ادعا می‌کند که قدیمی‌ترین جمهوری دموکراتیک آسیا است، اگرچه تاریخچه اخیر روند دموکراتیک این کشور عمدتاً فقط با تایوان مرتبط است. به همین ترتیب، قدیمی‌ترین جمهوری دموکراتیک آفریقا، لیبریا (در سال ۱۸۲۲ تشکیل شد)، ثبات سیاسی خود را با خشونت‌های دوره ای و کودتاها متزلزل کرده‌است.

## کاربرد جهانی این اصطلاح
بسیاری از کشورها که از اصطلاح "جمهوری دموکراتیک" در نام‌های رسمی خود استفاده می‌کنند (مانند الجزایر، کنگو-کینشاسا، اتیوپی، کره شمالی، لائوس و نپال) توسط "واحد اطلاعات اقتصادی اکونومیست" "رژیم‌های ترکیبی" یا "رژیم‌های اقتدارگراً غیر دموکراتیک تلقی می‌شوند شاخص دموکراسی و "آزاد نیست" توسط سازمان غیردولتی Freedom House مستقر در ایالات متحده و با بودجه دولت ایالات متحده.
علاوه بر این، آلمان شرقی نیز به عنوان جمهوری دموکراتیک آلمان شناخته می‌شد، اما مانند جمهوری دموکراتیک سومالی، جمهوری دموکراتیک ویتنام، جمهوری دموکراتیک خلق یمن، جمهوری دموکراتیک افغانستان و جمهوری دموکراتیک خلق اتیوپی، تحت کنترل یک دولت بوروکراتیک طرفدار مارکسیسم - لنینیسم. اتفاقاً جمهوری دموکراتیک ماداگاسکار و جمهوری دموکراتیک سودان دیکتاتوریهای سوسیالیستی غیر مارکسیستی بودند که در طول جنگ سرد وجود داشتند.
همچنین کشورهایی وجود دارند که از اصطلاح «جمهوری دموکراتیک» در نام استفاده می‌کنند و از انتخابات عمومی پیروی می‌کنند و در شاخص دموکراسی «دموکراسی معیوب» یا «دموکراسی کامل» رتبه‌بندی شده‌اند، مانند جمهوری دموکراتیک تیمور-لست، جمهوری دموکراتیک سائوتومه و پرنسیپ و جمهوری دموکراتیک سوسیالیست سریلانکا.